# Irenizm
Irenizm (gr.  εἰρήνη eirene, „pokój”) – w teologii chrześcijańskiej kierunek dążący do zniwelowania różnic między wyznaniami i przywrócenia jedności drogą wzajemnych ustępstw doktrynalnych; także postawa otwartości i życzliwości w rozwiązywaniu spornych zagadnień; przeciwny konserwatyzmowi społecznemu i wyznaniowemu. Zapoczątkował go Erazm z Rotterdamu. W Polsce głoszony w XVI w. przez Andrzeja Frycza Modrzewskiego i Jana Łaskiego. Obecnie rozróżnia się pojęcia irenizmu i ekumenizmu, które bywają mylone. Według Jana Pawła II ekumenizm nie może być ustępstwem z żadnej prawdy, lecz wspólnym jeszcze głębszym jej szukaniem.
Sobór watykański II w dekrecie o ekumenizmie Unitatis redintegratio mówi o irenizmie: "Sposób formułowania wiary katolickiej żadną miarą nie powinien stać się 
przeszkodą w dialogu z braćmi. Całą i nieskazitelną doktrynę trzeba 
przedstawić jasno. Nic nie jest tak obce ekumenizmowi jak fałszywy 
irenizm, który przynosi szkodę czystości nauki katolickiej i przyciemnia
jej właściwy i pewny sens." (DE 11)
W literaturze jest określeniem czystości formy; epoka z jaką wiążemy irenizm to renesans.